# Hesperochroa
Hesperochroa är ett släkte av fjärilar. Hesperochroa ingår i familjen nattflyn.
Kladogram enligt Catalogue of Life:
| Hesperochroa | \| \| Hesperochroa multiscripta \| \| \| \| \| \| Hesperochroa polygrapha \| \| \| \| |
|              | \| \| Hesperochroa multiscripta \| \| \| \| \| \| Hesperochroa polygrapha \| \| \| \| |
|              | Hesperochroa multiscripta                                                             |
|              |                                                                                       |
|              | Hesperochroa polygrapha                                                               |
|              |                                                                                       |